# Museu Nacional da Guerra (Escócia)
O National War Museum é um museu em Edimburgo, que faz parte do Museu Nacional da Escócia. Ele está localizado no Castelo de Edimburgo, e o valor da taxa de entrada é usado para manutenção do castelo. O National War Museum cobre 400 anos de Escócia em guerra do século 17 através de exposições permanentes e exposições especiais.

Anteriormente era conhecido como Scottish United Services Museum, e, antes disso, Scottish Naval and Military Museum.